# Неферит II
Неферит II или Нефаруд II је био последњи фараон слабе и кратковечне Двадесет девете династије (399/8–380. п. н. е.), претпоследње домородачке династије Египта. Након само четири месеца владавине га је свргнуо Нектанеб I. Тиме је окончана Двадесет девета, а започела Тридесета египатска династија.